# Англійська набережна (Ніцца)

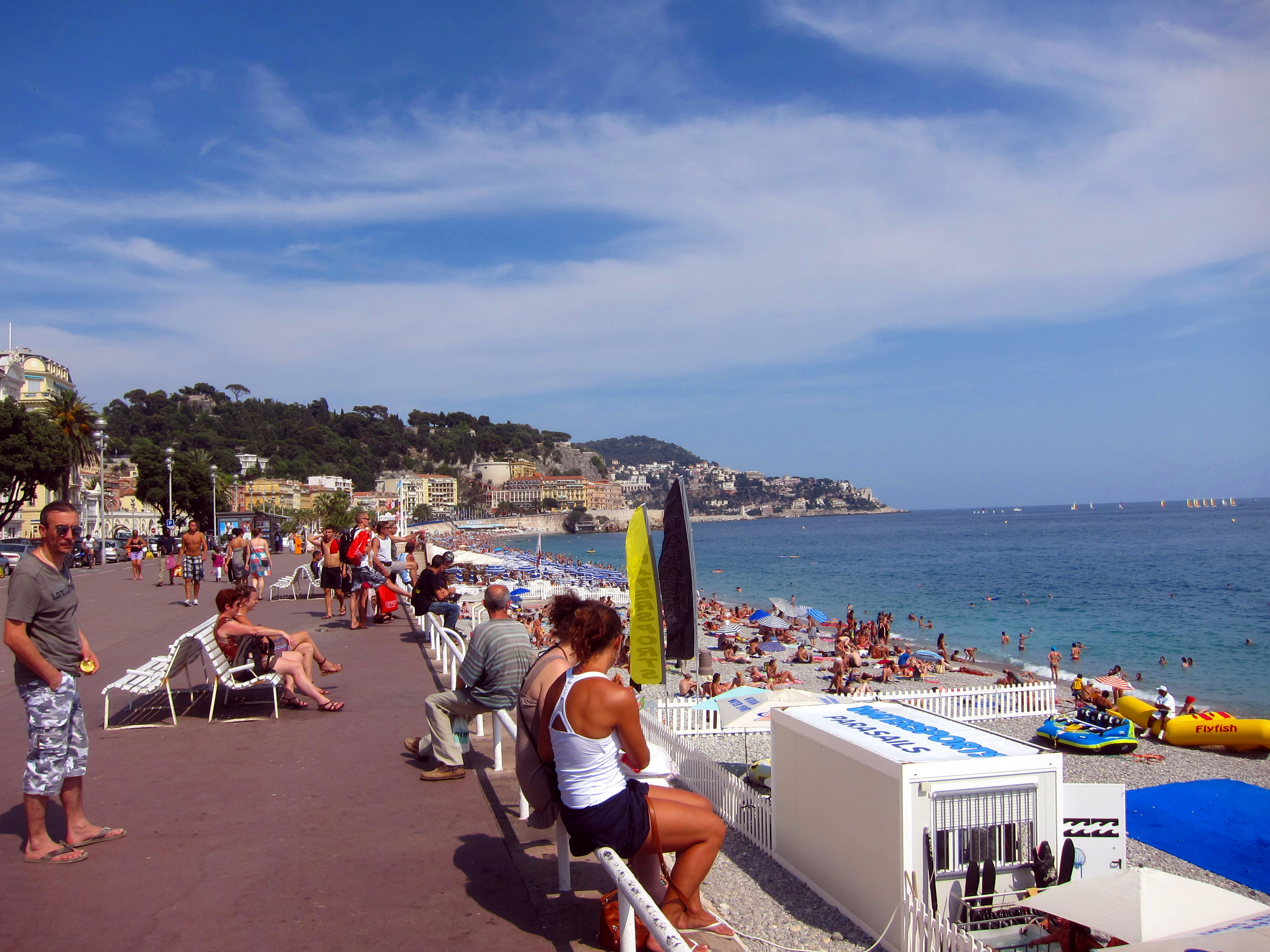
Англійська набережна та пляжі міста

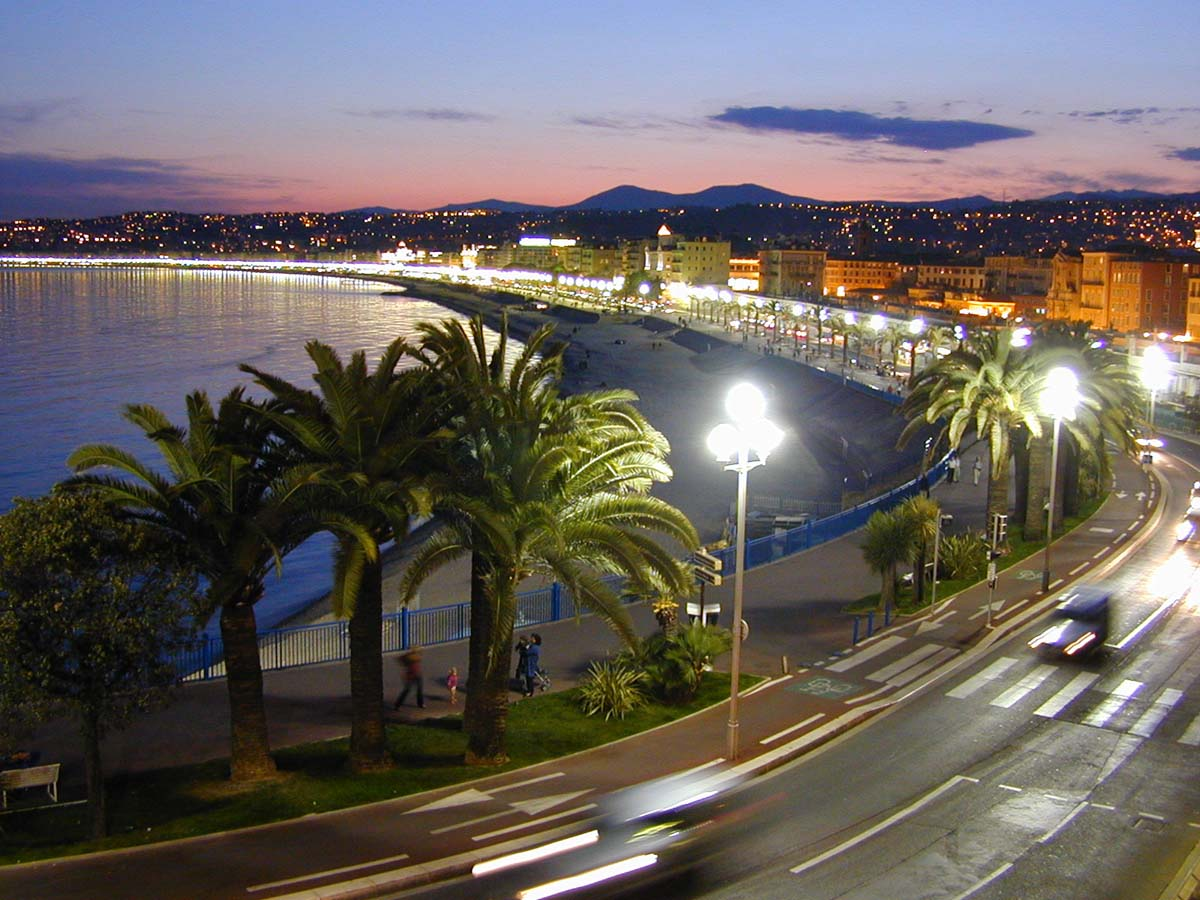
Краєвид на набережну з пагорбу Шато

43°41′28″ пн. ш. 7°14′51″ сх. д. / 43.691111111111° пн. ш. 7.2475° сх. д.
Англійська набережна (фр. Promenade des Anglais) — вулиця в Ніцці, що тягнеться вздовж узбережжя міста.
Вулиця простягається уздовж узбережжя Середземного моря протягом 7 км. Вона починається від мосту Наполеона ІІІ, а закінчується переходом на вулицю Quai des États-Unis.

## Історія вулиці
Раніше в Ніцці будинки будувалися на пагорбах, подалі від моря. Починаючи з другої половини XVIII ст., англійці, що прибули до міста, вирішили перезимувати. Захопившись морськими краєвидами один з багатих англійців запропонував грандіозний проект — збудувати пішохідну вулицю вздовж всього узбережжя. Вулиця спочатку мала назву Camin deis Anglés (Англійський шлях) на ніцціанському говорі. Після анексії Ніцци Францією у 1860 р. вулицю перейменували на французький манер La Promenade des Anglais.
За іншою версією у холодну зиму 1820—1821 років в Ніцці збільшилася кількість жебраків, а зусиллями заможного англійця Льюїса Уея у місті були створені фонди, що дозволили працевлаштувати безробітних. І саме вони побудували дорогу, шириною 2 метри, яка з часом перетворилася на семикілометрову набережну.

## Сьогодення
Сьогодні на вулиці розташовані муніципальні та приватні пляжі, більшість готелів, а також аеропорт Ніцци.
Також відомою будівлею є будівля готелю «Негреску». Побудований у стилі класицизму, він був відкритий 1912 року. Свою назву готель отримав від прізвища власника.

### Теракт в ніч на 15 липня
14 липня під час святкування Дня взяття Бастилії, невідомий задавив вантажним автомобілем та застрілив з вогнепальної зброї близько 85 осіб,150+ поранено.